# 962-й истребительный авиационный полк ПВО
962-й истребительный авиационный полк ПВО (962-й иап ПВО) — воинская часть истребительной авиации ПВО, принимавшая участие в боевых действиях Великой Отечественной войны.

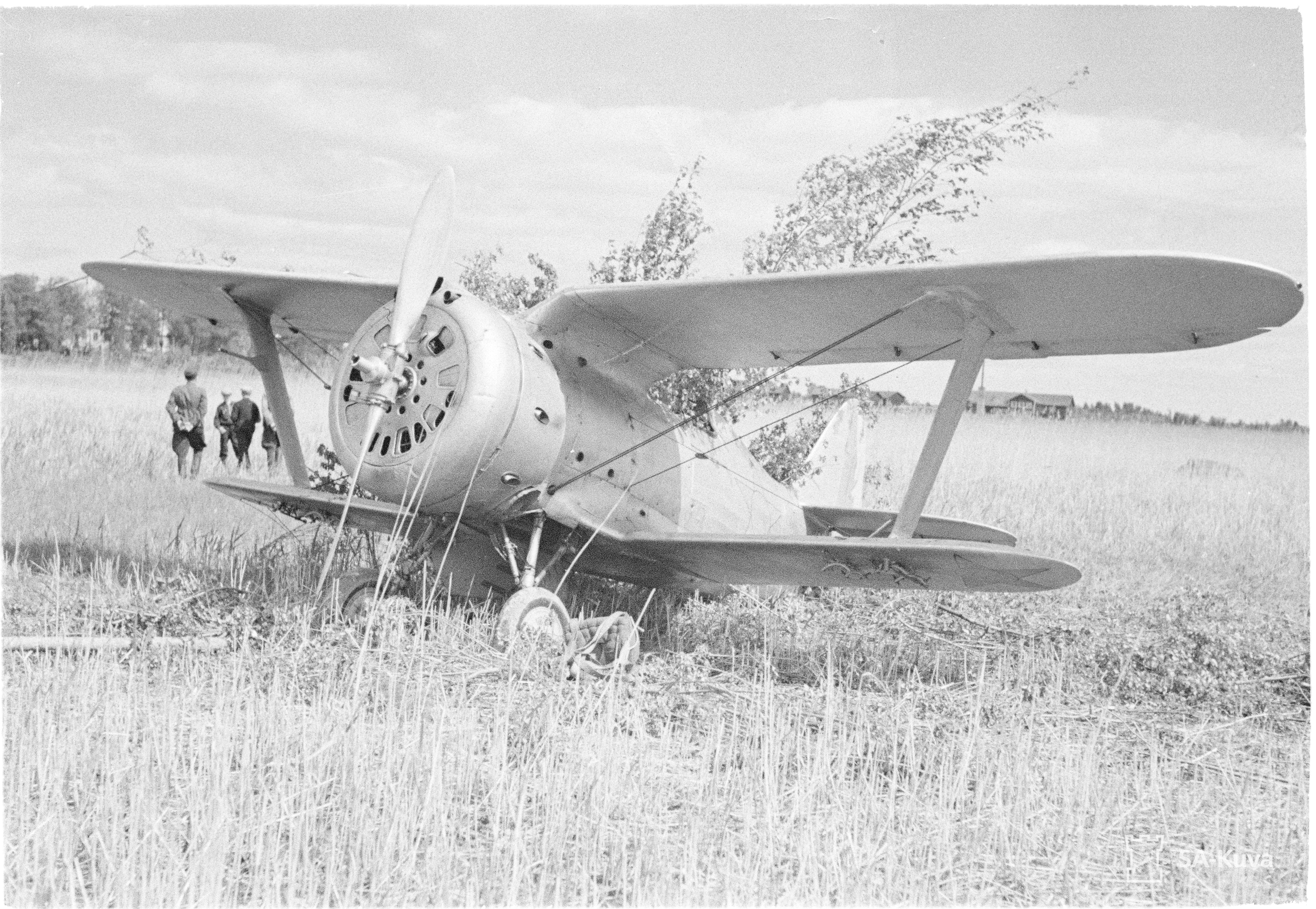
Самолет И-153. Такими самолётами полк был вооружен при формировании в 1942 году.

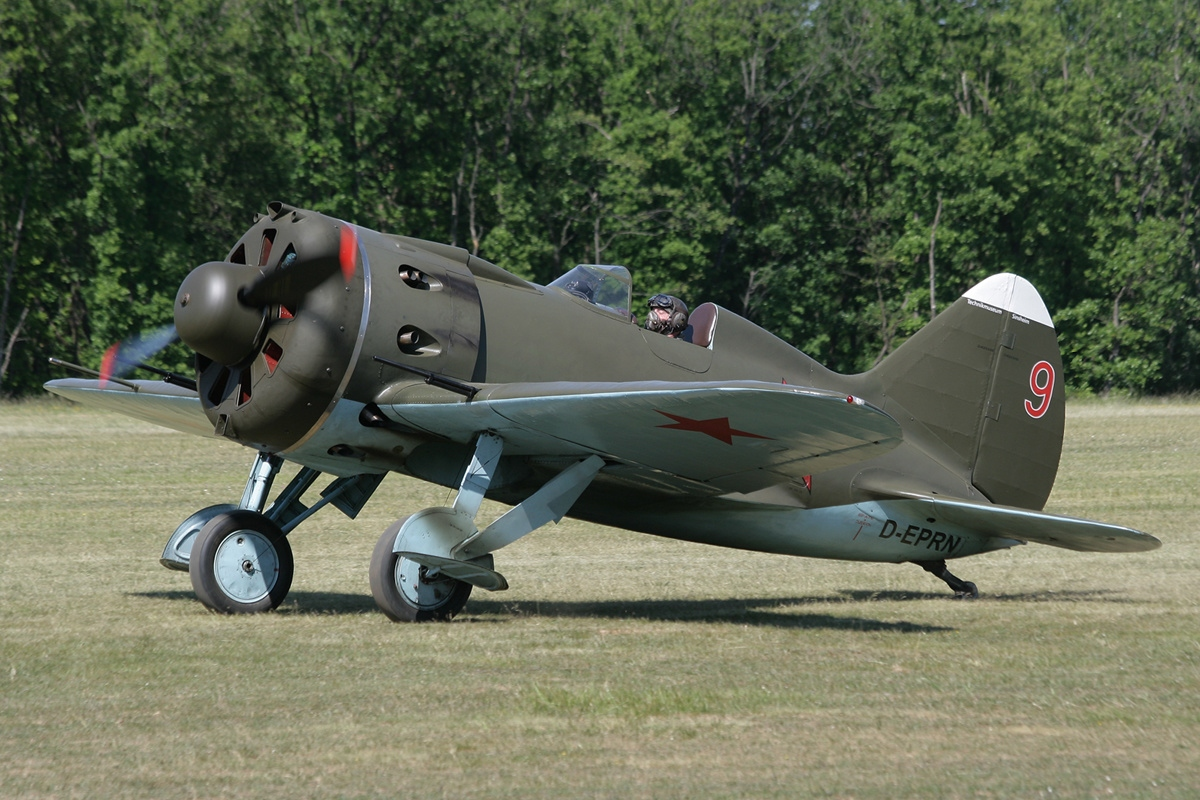
Самолет И-16. Такими самолётами полк был вооружен при формировании в 1942 году.

## Наименования полка
- 962-й истребительный авиационный полк ПВО[1];
- 962-й истребительный авиационный полк[1];
- Войсковая часть (полевая почта) 40496[1].

## История и боевой путь полка
962-й истребительный авиационный полк ПВО сформирован распоряжением Командующего ПВО ТС и приказом 8-го иак ПВО в августе 1942 года в составе 8-го истребительного авиакорпуса ПВО Бакинского корпусного района ПВО на аэродроме Кала по штату 015/134 на самолётах И-153 и И-16.
C 20 сентября 1942 года полк введен в боевой расчет 8-го истребительного авиакорпуса ПВО. По 1 марта 1943 года полк в составе корпуса принимал участие в Битве за Кавказ, выполняя поставленную боевую задачу по прикрытию объектов города Баку и Каспийского нефтеносного района путем дежурства на аэродромах и вылетами по тревогам.
В 1943 году полк получил первые самолёты P-40 Kittyhawk и начал их освоение. 26 ноября 1943 года десять лётчиков 481-го и 962-го истребительных авиационных полков на самолётах самолёты P-40 Kittyhawk выполняли боевую задачу по прикрытию самолёта, на борту которого находился Верховный Главнокомандующий И.В. Сталин, направлявшийся в Тегеран на конференцию глав правительств государств антигитлеровской коалиции.
C 1 апреля 1944 года полк вместе с 8-м иак ПВО Бакинской армии ПВО включён в состав войск Закавказского фронта ПВО (образован на базе Закавказской зоны ПВО). Полк пополнен самолётами Як-9.
День Победы 9 мая 1945 года полк встретил на аэродроме Кала.

## Командир полка
- капитан, майор Рябченко Виктор Адамович, 08.1942 — 1944
- майор Белостоцкий Александр Ефимович, 1944—1945

|  |  |

## Послевоенная история полка
Весь послевоенный период постоянно дислоцировался на аэродроме Кала, входя в состав соединений ПВО, прикрывавших Баку и Каспийский нефтедобывающий район: до 1950 года в 8-й истребительный авиационный корпус ПВО (с 1949 года — 49-й истребительный авиационный корпус ПВО), после его расформирования с февраля 1950 года — в 31-ю истребительную авиационную дивизию ПВО 62-го истребительного авиационного корпуса ПВО 42-й воздушной истребительной армии ПВО Бакинского района ПВО (с 1954 года Бакинского округа ПВО.
С 1951 года полк осваивал самолёты МиГ-15, с 1956 — МиГ-17. В 1960 году полк расформирован на аэродроме Кала.
|  |  |